# Oleh Venhlyns'kyj
Oleh Mykolajovyč Venhlyns'kyj (in ucraino Олег Миколайович Венглинський?, traslitterazione anglosassone: Oleh Mykolayovich Venhlynskyi; Kiev, 21 marzo 1978) è un ex calciatore ucraino, di ruolo attaccante.

## Carriera

### Club
Durante la sua carriera ha giocato con varie squadre di club, tra cui la Dinamo Kiev, con cui conta 25 presenze e 5 reti.

### Nazionale
Tra il 1998 e il 2005 ha collezionato 10 presenze ed una rete.

## Palmarès

### Club
- Campionato ucraino: 4

Dinamo Kiev: 1997-1998, 1998-1999, 1999-2000, 2000-2001
- Coppa d'Ucraina: 3

Dinamo Kiev: 1997-1998, 1998-1999, 1999-2000
- Coppa dei Campioni della CSI: 3

Dinamo Kiev: 1997, 1998, 2002

### Individuale
- Calciatore ucraino dell'anno: 1

2003